# Атлантический еврейский совет
Атлантический еврейский совет (англ. Atlantic Jewish Council), основанный в 1975 году, является местным партнёром Центра по делам Израиля и евреев в Атлантической Канаде, а ранее был атлантически-канадским офисом Канадского еврейского конгресса. Согласно заявлению о миссии, перед ним в первую очередь стоит задача «защиты интересов Израиля, отношений с общественностью, борьбы с антисемитизмом и продвижения межконфессионального диалога и мультикультурализма». Ховард Контер является президентом совета директоров, а исполнительным директором является Джон Голдберг. В результате реорганизации Канадского еврейского конгресса в 2007 году AJC стал индивидуальным членом, а не дочерней организацией CJC; он был дополнительно реформирован после создания Центра по делам Израиля и евреев, который вошёл в состав CJC в 2011 году. AJC также владеет и управляет Camp Kadimah.

## Camp Kadimah
Лагерь Кадима, основанный в 1943 году и связанный с Canadian Young Judaea, расположен на южном берегу Новой Шотландии в графстве Луненберг. Возраст участников от 8 до 16 лет. Многие из отдыхающих из Торонто, Онтарио, однако большая часть отдыхающих из Галифакса. Много отдыхающих из Израиля.
Лагерь состоит из 5 секций. В 2009 году десять подростков из Сдерота, Израиль, посетили лагерь Кадима. Лагерь Кадима является одним из основателей Инициативы по охране здоровья в летних лагерях, которая направлена на укрепление здоровья и предотвращение травм и заболеваний в летних лагерях в Канаде.